# Yuliia Osmak
Yuliia Osmak (en ucraniano: Юлія Владиславівна Осьмак) (Kiev, 6 de marzo de 1998) es una ajedrecista ucraniana, reconocida por la FIDE con los títulos de título de Gran Maestra Femenina (WGM, 2016) y Maestra Internacional (IM, 2017). Fue la vencedora femenina de la Olimpiada de ajedrez de 2022.

## Carrera
Ha ganado varias veces el Campeonato de Ucrania de Ajedrez Femenino en diferentes categorías de edad: Sub-10 (2006, 2008), Sub-12 (2010), Sub-16 (2013) y Sub-20 (2012, 2013). En 2010, ganó el Campeonato Mundial de Ajedrez de la Juventud en la categoría de edad de chicas Sub-12.
Ganó dos veces medallas de bronce en el Campeonato Europeo Juvenil de Ajedrez: en la categoría de edad de chicas Sub-10 (2008) y en la categoría de edad de chicas Sub-12 (2010). En los Campeonatos de Ajedrez Femenino de Ucrania, logró medalla de oro (2017), plata (2019) y cuatro de bronce (2014, 2015, 2018, 2020).
En agosto de 2021, obtuvo el segundo puesto en el Campeonato de Europa Individual Femenino de Ajedrez. En noviembre de ese mismo año, se clasificó en el puesto nº 21 de la general en el Gran Suizo Femenino de la FIDE 2021.
Representó al equipo ucraniano en los principales torneos de ajedrez por equipos:
- Participó en la Olimpiada Femenina de Ajedrez tres veces (2018, 2022, 2024) y ganó el oro en 2022[8] y la plata en 2018;
- Compitió en el Campeonato de Europa de Ajedrez Femenino por Equipos tres veces (2017, 2019, 2021), ganando una medalla de bronce en la competición por equipos de 2017;[9]
- También jugó el Campeonato del Mundo de Ajedrez Femenino por Equipos en dos ocasiones (2017 y 2021).[10]

Recibió el título de Gran Maestra Femenina (WGM) en 2016 por la FIDE, y un año más tarde, en 2017, logró el título de Maestra Internacional (MI).

## Descalificación del torneo de la Universiada de la FIDE
El 27 y 28 de marzo de 2021, Osmak ganó con una puntuación de 4,5/5 en la final de la sección Rápida Femenina del 1er Campeonato Mundial Universitario de Ajedrez en Línea de la FIDE, pero su puntuación fue cambiada a 0/5, siendo la polaca Julia Antolak declarada ganadora. La descalificación se basó en un análisis estadístico de sus cinco partidas de la final. El Panel de Juego Limpio del evento afirmaba que 20 jugadores en total fueron descalificados, pero que no había «pruebas suficientes de trampas reales». Osmak se mostró partidaria a someterse a un detector de mentiras para impugnar el veredicto.